# Agrippina (Händel)
Agrippina (HWV 6) ist eine Oper (Dramma per musica) in drei Akten von Georg Friedrich Händel.

## Entstehung & Libretto
Weihnachten 1709 brachte für Händel den bis dahin größten Erfolg als Opernkomponist. Die Aufführung seiner zweiten italienischen Oper nach Rodrigo am 26. Dezember war im opernverwöhnten Venedig eine Sensation. Darüber berichtete später John Mainwaring:

“The audience was so enchanted with this performance, that a stranger who should have seen the manner in which they were affected, would have imagined they had all been distracted. The theatre, at almost every pause, resounded with shouts and acclamations of ‘viva il caro Sassone!’ and other expressions of approbation too extravagant to be mentioned. They were thunderstruck with the grandeur and sublimity of his stile: for never had they known till then all the powers of harmony and modulation so closely arrayed, and so sorcibly combined.”

„Die Zuhörer bey der händelschen Vorstellung wurden dermaassen bezaubert, daß ein Fremder aus der Art, mit welcher die Leute gerühret waren, sie alle miteinander für wahnwitzig gehalten haben würde. So oft eine kleine Pause vorfiel, schryen die Zuschauer: Viua il caro Sassone, es lebe der liebe Sachse! nebst anderen Ausdrückungen ihres Beyfalls, die so ausschweiffend waren, daß ich ihrer nicht gedenken mag. Jedermann war, durch die Grösse und Hoheit seines Stils, gleichsam vom Donner gerührt: denn man hatte nimmer vorher alle Kräfte der Harmonie und Melodie in ihrer Anordnung, so nahe und so gewaltig miteinander verbunden gehöret. (Übersetzung von Johann Mattheson, 1761)“

Kardinal Vincenzo Grimani, zunächst habsburgisch-kaiserlicher Botschafter beim Heiligen Stuhl, wurde 1708 von Joseph I. zum Vizekönig von Neapel eingesetzt. Seiner Familie gehörte das Teatro San Giovanni Grisostomo (heute bekannt als Teatro Malibran) in Venedig, und für dieses erging der Kompositionsauftrag der Agrippina an Händel. Grimani selbst verfasste dafür das Textbuch, und es ist damit eines der wenigen originalen Opernlibretti, die Händel vertont hat. Vermutlich wurde das Werk schon 1707/1708 in Rom komponiert, denn die geänderten bzw. gestrichenen Teile des Autographs deuten darauf hin, dass Händel die Partitur für die Bühnenverhältnisse in Venedig später noch anpassen musste. Dieser Meinung sind zahlreiche Händelforscher (Chrysander, Lang, Strohm, Baselt). Demgegenüber steht die Tatsache, dass das Manuskript auf venezianischem Papier geschrieben ist. Da Händel Venedig aber nicht vor Mitte November erreicht haben kann, verblieben nur fünf Wochen für die Komposition und Einstudierung des Werkes. Dies wäre allerdings ein für Händel nicht ungewöhnlicher zeitlicher Ablauf, zumal er relativ viele Arien aus früheren Werken übernahm.

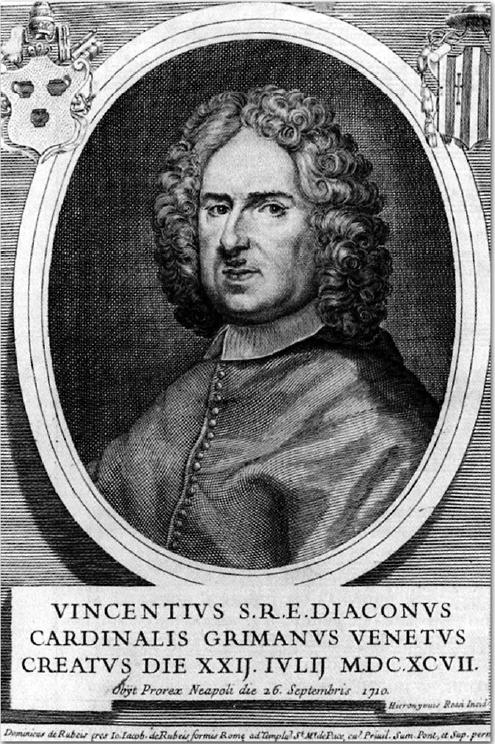
Kardinal und Vizekönig von Neapel Vincenzo Grimani

Im Anschluss an die Uraufführung am 26. Dezember 1709 im Teatro San Giovanni Grisostomo erlebte die Oper dort während der folgenden Karnevalssaison 27 Aufführungen.
Besetzung der Uraufführung:
- Agrippina – Margherita Durastanti (Sopran)
- Claudio – Antonio Francesco Carli (Bass)
- Poppea – Diamante Maria Scarabelli (Sopran)
- Ottone – Francesca Maria Vanini-Boschi (Alt)
- Nerone – Valeriano Pellegrini (Soprankastrat)
- Pallante (Pallas) – Giuseppe Maria Boschi (Bass)
- Narciso (Narcissus) – Giuliano Albertini (Altkastrat)
- Lesbo – Nicola Pasini (Bass)
- Giunone – unbekannt

In Neapel wurde das Werk am 15. Februar 1713 im Teatro San Bartolomeo mit musikalischen Ergänzungen von Francesco Mancini und möglicherweise unter dessen Leitung gespielt. Auch in Hamburg im Theater am Gänsemarkt gab es zwischen 1718 und 1722 eine Produktion, die an fast dreißig Abenden unter Leitung von Matthias Christoph Wideburg lief. Anlass für die erste Aufführung dieser Serie war die Wiedereröffnung des Hamburger Opernhauses durch den neuen Theatermanager, den mecklenburgischen Hofrat Johann Georg Gumprecht. Schließlich war der Kaiserliche Ballsaal am Tummelplatz in Wien Schauplatz einer Aufführung eines Pasticcios im Jahre 1719, in dem neben der Musik von Händel auch Gesänge von Andrea Stefano Fiorè und Antonio Caldara eingebaut wurden.
Erst am 21. Februar 1943 konnte man dann die Oper in Händels Geburtsstadt Halle im dortigen Stadttheater unter der Leitung von Richard Kraus im Rahmen des 12. Hallischen Händelfestes (alte Zählung) wieder erleben. Die erste Aufführung des Stückes in historischer Aufführungspraxis sah man in Göttingen am 14. Juni 1991 mit der Capella Savaria unter der Leitung von Nicholas McGegan.

## Handlung

### Historischer und literarischer Hintergrund
Als Charaktere benutzte Grimani Personen der römischen Geschichte, wenn sich auch die geschilderten historischen Ereignisse tatsächlich zu unterschiedlichen Zeiten zugetragen haben. Überliefert sind diese in den Annales (11.–12. Buch) des Tacitus sowie in De vita Caesarum (5. Buch: Vita divi Claudi) des Sueton:
Agrippina die Jüngere war seit 49 n. Chr. in ihrer dritten Ehe mit ihrem Onkel, dem römischen Kaiser Claudius, verheiratet. Sie versuchte bald, für ihren zwölfjährigen Sohn aus erster Ehe, Nero, die Thronfolge zu sichern, obwohl Claudius selbst einen Sohn, Britannicus, hatte. Ein Jahr später adoptierte Claudius Nero und machte ihn dadurch zu seinem designierten Nachfolger.
Die bedeutendste militärische Expansion des römischen Reiches zu dieser Zeit war die Eroberung Britanniens im Jahre 43 n. Chr., bei der Claudius auf der Seereise beinahe in einem Sturm ums Leben gekommen wäre (Sueton: Vita divi Claudi 17,2). 16 Tage nach der Eroberung von Camulodunum (Colchester) verließ Claudius die neue Provinz und kehrte in einem Triumphzug nach Rom zurück.
Ebenso treten der Feldherr Otho und seine Geliebte Poppaea Sabina auf, die im Jahre 58, d. h. vier Jahre nach Claudius’ Tod, heirateten, ehe Nero sie ihm aber ein Jahr später ausspannte und selbst zur Frau nahm.
Schließlich werden auch Pallas und Narcissus bei Tacitus und Sueton erwähnt, ersterer auch als Liebhaber Agrippinas. Nur der Diener Lesbo ist eine erfundene Person.

### Erster Akt
Agrippinas Gemach. Agrippina hat die Nachricht erhalten, dass Claudio bei einem Sturm auf See den Tod gefunden hat. Nun versucht sie Nero zu überzeugen, nach der Cäsarenkrone zu greifen. Er solle sich unter das Volk mischen, sich sympathisch machen, aber die Nachricht noch geheim halten. Nero will dem Rat der Mutter folgen und sie immer verehren (Con saggio tuo consiglio, Nr. 1).
Um dem Unternehmen zum Erfolg zu verhelfen, will Agrippina auch ihre Vertrauten Narciso und Pallante einsetzen, die nach ihrer Gunst heischen und daher willig erscheinen, ihre Pläne zu unterstützen. Zuerst erscheint Pallante bei ihr. Ihm trägt sie auf, zum Kapitol zu gehen und, wenn sie Claudios Tod bekanntgeben werde, den Namen Neros unter das Volk zu bringen. Wenn der Plan gelinge, werde auch Pallante in seinem Einfluss steigen. Pallante preist Agrippina dafür, dass sein glückliches Schicksal heute durch sie von den Sternen herabsteige (La mia sorte fortunata Nr. 2).
Als Nächstes lässt sie Narciso zu sich kommen, den sie auf die gleiche Weise instruiert. Auch er erhofft sich, an ihrer Seite zu regieren, da er sie liebt (Volo pronto, e lieto il core, Nr. 3). Agrippina bleibt allein zurück und hofft, dass sie aus den in Gang gesetzten Intrigen unversehrt wieder herauskommt (L’alma mia frà le tempeste, Nr. 4).
Nero verteilt auf dem Kapitol heuchlerisch Gaben an die Notleidenden und zeigt sich mitleidig mit ihnen (Qual pacer à un cor pietoso, Nr. 5). Auch Pallante und Narciso sind anwesend, nicht wissend, dass der jeweils andere von Agrippina eingeweiht wurde. Agrippina tritt auf, um die Nachricht von Claudios Tod öffentlich bekanntzugeben. Ein neuer Cäsar müsse jetzt gewählt werden. Sie holt Nero zu sich auf den Thron, da hört man Trompeten. Lesbo gibt bekannt, dass Claudio vom heldenhaften Ottone gerettet worden sei. Ottone erzählt von den Ereignissen und erklärt, dass er als Dank zu Claudios Nachfolger bestimmt worden sei. Sind Agrippinas Pläne geplatzt?
Ottone kommt zu ihr und offenbart, dass er am Thron nicht interessiert sei und dass er Poppea liebe. Agrippina verspricht, ihm zu helfen. Er sei des Thrones würdig, und seine Liebe solle nicht vergeblich sein (Tu ben degno, sei dell‘allor, Nr. 8). Ottone wünscht, dass sich seine Hoffnungen erfüllen (Lusinghiera mia speranza, Nr. 9).
Poppeas Zimmer. Poppea betrachtet sich eitel im Spiegel (Vaghe perle, eletti fiori, Nr. 10). Mit Claudio, Nero und Ottone hat sie drei Liebhaber, die sie bisher im Ungewissen gelassen hat. Claudio lässt durch Lesbo einen nächtlichen Besuch ankündigen (was Agrippina abseits mithört). Poppea vergleicht die Liebe mit einem Feuer, das das Herz durchdringt und es auffrisst (È un foco quel d’amore, Nr. 11).
Agrippina tritt ein und behauptet, dass Ottone Poppea verraten und im Tausch für den Thron an Claudio abgetreten habe. Als Beweis gibt sie an, dass Claudio nachts zu ihr kommen werde. Sie gibt ihr einen Rat: Poppea soll Claudio sagen, dass Ottone ihr verboten habe, mit ihm zu sprechen. Sie soll ihre Waffen als Frau einsetzen, um Claudio dazu zu bringen, Ottone die Thronnachfolge zu entziehen. Trotz ihrer Befürchtungen freut sich Agrippina, dass es gelingen wird (Ho un non so che nel cor, Nr. 12). Poppea ist von Ottone enttäuscht und schwört Rache (Fa quanto vuoi, Nr. 13).
Claudio kommt in Poppeas Zimmer und drückt seine Bewunderung aus (Pur ritorno à rimirarvi, Nr. 14). Poppea gibt sich verstockt und folgt Agrippinas Rat. Claudio verspricht, dass Ottone nicht Cäsar werden wird. Dann rückt er Poppea näher, um sein Begehren zu stillen (Vieni, o cara, Nr. 15). In letzter Sekunde wird Poppea durch das Herannahen Agrippinas „gerettet“.
Agrippina beschwört gegenüber Poppea ihre Freundschaft, die stets von Betrug, Verrat und Untreue frei sei (Non ho cor che per amarti, Nr. 17). Poppea sinnt darüber nach, dass Liebe sich in Wut verwandelt, wenn man gekränkt wird (Se giunge un dispetto, Nr. 18).

### Zweiter Akt

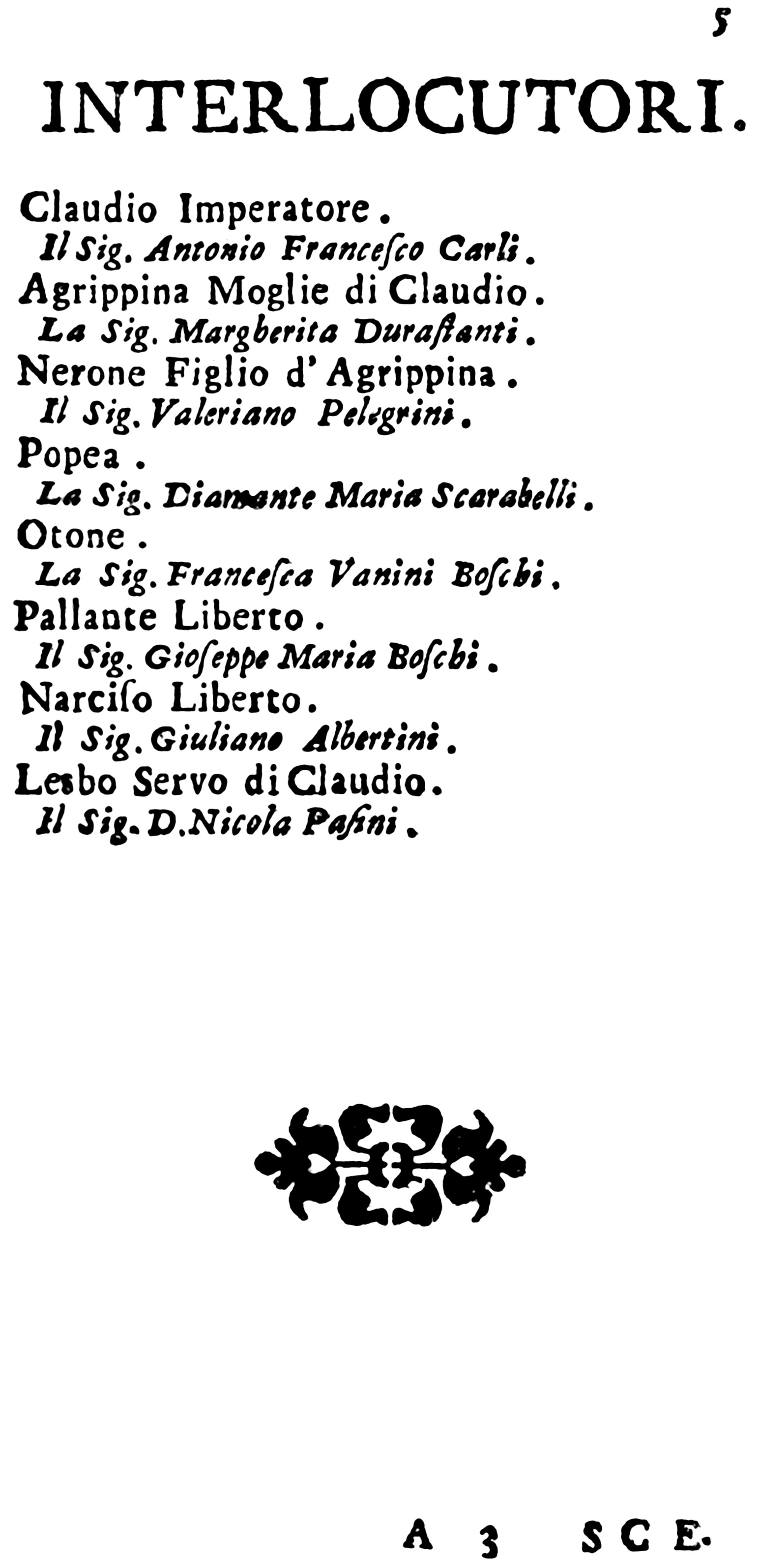
Die originale Besetzung der Oper

Straße in Rom. Pallante und Narciso haben herausgefunden, dass sie beide getäuscht worden sind. Nun wollen sie es ihr mit gleicher Münze heimzahlen. Ottone rüstet sich zu seiner Rolle als Cäsar, bewundert aber eigentlich mehr das Schöne als den Thron (Coronato il crin d’alloro, Nr. 19).
Der Chor kündet Claudios Ankunft an (Di timpani, e trombe, Nr. 21). Er hat Britannien unterworfen und lobt das Reich, das dem Kapitol untersteht (Cade il mondo soggiogato, Nr. 22). Alle begrüßen ihn; als die Reihe an Ottone kommt, wird er von Claudio als Verräter bezeichnet. Ottone bittet Agrippina um Hilfe, die ihn zurückweist (Nulla sperar da me, Nr. 23). Das Gleiche tun Poppea (Tuo ben è’l trono, Nr. 24) und Nero (Sotto il lauro che hai sul crine, Nr. 25). Selbst Pallante, Narciso und Lesbo verlassen ihn jetzt, da er nicht mehr in Claudios Gunst steht. Ottone ist verzweifelt (Otton, Otton, qual portensoso fulmine, Nr. 26) und beklagt weniger den Verlust des Throns als den Verlust Poppeas (Voi, che udite il mio lamento, Nr. 27).
Garten. Poppea wünscht, dass ihr Liebster in Wirklichkeit unschuldig sei, und hat Mitleid (Bella pur nel mio diletto, Nr. 28). Ottone erscheint und besingt die Brunnen im Garten (Vaghe fonti che mormorando, Nr. 29). Währenddessen stellt sich Poppea schlafend und bezeichnet ihn im Traum als Verräter. Als sie „erwacht“, beschwört er seine Unschuld (Ti vo’ giusta e non pietosa, Nr. 31). Poppea fordert ihn auf, zu einem weiteren Gespräch später in ihr Zimmer zu kommen.
Nun ist für sie klar, dass Agrippina sie belogen hat. Ein weiteres Mal will sie sich nicht von ihr hintergehen lassen (Ingannata una sol volta, Nr. 32). Lesbo kommt und bittet um einen weiteren Besuch seines Herrn in Poppeas Gemach. Danach erscheint noch Nero, den Poppea ebenfalls für später in ihr Zimmer einbestellt und dem sie Versprechungen macht (Col peso del tuo amor, Nr. 33). Nero freut sich über den bevorstehenden Genuss der Liebe (Quando invita la donna l’amante, Nr. 34).
Agrippina sieht den Erfolg ihrer Intrigen gefährdet (Pensieri, pensieri, voi mi tormentate, Nr. 35/36). Ottone und Poppea können den Betrug aufdecken, und Pallante und Narciso hat sie zu sehr vertraut. Sie trägt nun Pallante auf, für den Tod Narcisos und Ottones zu sorgen. Pallante bekundet seine Treue ihr gegenüber (Col raggio placido, Nr. 37). Narciso befiehlt sie in der gleichen Weise, Ottone und Pallante zu töten. Er gibt vor, auf die Erfüllung ihrer Versprechungen zu hoffen (Spererò, poi che me dice, Nr. 38).
Claudio kommt bewundernd zu Agrippina. Sie warnt ihn vor Ottone, der angeblich nach seinem Leben trachte. Schnellstmöglich solle er Nero zu seinem Nachfolger machen, um Ottones Pläne zu durchkreuzen. Claudio werde alles tun, worum sie ihn bittet (Basta, che sol tu chieda, Nr. 39). Agrippina sieht sich ihrem Ziel näherkommen (Ogni vento, che al porto lo spinga, Nr. 40).

### Dritter Akt
Zimmer der Poppea mit Türen in der Mitte und an den Seiten. Poppeas Racheplan kommt ins Laufen. Zunächst kommt Ottone zu ihr und schwört seine ewige Treue. Sie glaubt ihm und versteckt ihn hinter einer Tür. Er verspricht still zu sein und keine falschen Schlüsse aus ihrem nachfolgenden Gespräch zu ziehen (Tacerò, pur chè fedele, Nr. 41).
Als Nächstes kommt Nero zu ihr. Poppea gibt vor, dass sie Angst habe, dass Agrippina hereinkommen werde. Sie versteckt ihn hinter einer anderen Tür (aber so, dass er nicht zuhören kann). Nero gehorcht, immer noch lüstern auf sie (Coll’ardor del tuo bel core, Nr. 42).
Schließlich erscheint Claudio. Es gelingt ihr, ihn davon zu überzeugen, dass er sie bei ihrem letzten Gespräch falsch verstanden hat: Nicht Ottone sei es, sondern Nero, der ihr verboten hat, mit Claudio zu reden. Er ist verwirrt, verspricht aber, sie zu rächen. Sie versteckt ihn hinter einer dritten Tür und holt Nero hervor. Als Claudio Neros Stimme hört, erzürnt er und schickt ihn fort. Unter dem Vorwand, dass er Agrippina besänftigen solle, wird Poppea Claudio los. Claudio meint, dass er der Cäsar sei, dem niemand befiehlt (Io di Roma il Giove son, Nr. 43).
Bel piacere è godere fido amor!ⓘ

Arie aus dem 3. Akt (Nr. 45), gesungen von Alyssa Veteto
Nun, da Poppea gezeigt hat, dass sie sich mit Mächtigen anzulegen bereit ist, verspricht Ottone, ihr um jeden Preis treu zu sein. Er ist glücklich, Poppea zu haben (Pur ch'io ti stringo al sen, Nr. 44), desgleichen Poppea (Bel piacere è godere fido amor!, Nr. 45).
Kaiserlicher Saal. Nero berichtet Agrippina von den Vorkommnissen (Come nube che fugge dal vento, Nr. 46). Anschließend berichten Pallante und Narciso Claudio von Agrippinas erster Intrige. Claudio stellt Agrippina zur Rede. Sie entschuldigt sich damit, dass sie Nero nur auf den Thron erhoben habe, weil sie geglaubt habe, Claudio sei tot. Als die Nachricht von Claudios Ankunft gekommen ist, sei Nero demütig wieder vom Thron gestiegen. All das wird von Pallante und Narciso bestätigt. Agrippina bittet Claudio, sich vom Hass zu befreien und ihre Liebe und Treue zu erkennen (Se vuoi pace, oh volto amato, Nr. 47).
Ottone, Nero und Poppea kommen hinzu. Da Claudio die Geschichte von der Liebe zwischen Nero und Poppea vorgespielt wurde, schlägt er eine Heirat zwischen den beiden vor; Ottone soll sein Nachfolger werden. Damit ist verständlicherweise keiner einverstanden: Nero zieht es vor, Cäsar zu werden; Ottone und Poppea wollen lieber heiraten. Also erfüllt Claudio alle Wünsche – auch Agrippina ist zufrieden, da sie ihr Ziel erreicht hat, ihren Sohn zum Cäsaren zu machen. Die Beteiligten versammeln sich zum Schlusschor (Lieto il trebo increspi l’onda, Nr. 48). Juno steigt mit ihrem Gefolge herab, um den Segen des Himmels zu erteilen (V’accendano le tede, Nr. 49).

## Musik
Händel erschuf mit der Musik zu seiner sechsten Oper zum ersten Mal ein so hohes Maß an dramaturgischem Fluss und musikalischer Geschlossenheit, dass die Oper als sein erstes Meisterwerk gilt, und das, obgleich nur fünf Arien dieser ob ihrer Neuartigkeit so bejubelten Oper neu komponiert wurden. Zahlreiche Sätze gehen auf andere Werke der italienischen Zeit zurück. Das Händel-Werke-Verzeichnis führt allein 49 solcher Entlehnungen eigenen Materials auf. Weiterhin gibt es zahlreiche Stücke, die musikalische Ideen aus Reinhard Keisers Die römische Unruhe oder: Die edelmüthige Octavia (Hamburg 1705) verwenden, und das deutet darauf hin, dass Händel deren Musik möglicherweise mit nach Italien nahm (er hatte in Hamburg ja eine komplette Kopie der Oper angefertigt), wenigstens aber, dass sie auf den Zwanzigjährigen in Hamburg großen Eindruck gemacht hatte. Weitere Anleihen nahm Händel bei Johann Mattheson, Arcangelo Corelli und Jean-Baptiste Lully. Auf der anderen Seite diente die Agrippina aber auch Händel selbst später in London als Quelle musikalischer Ideen, besonders in einer Reihe von Oratorien.

## Struktur der Oper
Sinfonia (Ob, Str, BC)

### Erster Akt
| Scena I     | Recitativo. Agrippina, Nero Nerone, amato figlio!                                                  |
|             | 1. Aria. Nerone (Str, BC) Con saggio tuo consiglio il trono ascendero                              |
| Scena II    | Recitativo. Agrippina Per così grand impressa                                                      |
| Scena III   | Recitativo. Pallante, Agrippina A’cenni tuoi sovrani                                               |
|             | 2. Aria. Pallante (Str, BC) La mia sorte fortunata                                                 |
| Scena IV    | Recitativo. Agrippina Orche Pallante è vinto                                                       |
| Scena V     | Recitativo. Narciso, Agrippina Umile alle tue piante                                               |
|             | 3. Aria. Narciso (2 BlFl, 2 Vl, BC) Volo pronto, e lieto il core                                   |
| Scena VI    | Recitativo. Agrippina Quanto fa, quanto puole                                                      |
|             | 4. Aria. Agrippina (Ob, Str, BC) L’alma mia fra la tempeste ritrovar                               |
| Scena VII   | 5. Arioso. Nerone (Str, BC) Qual piacer a un cor pietoso                                           |
|             | Recitativo. Nerone Amici, al sen vi stringo                                                        |
| Scena VIII  | Recitativo. Narciso, Pallante, Nerone Ecco chi presto                                              |
| Scena IX    | Recitativo. Agrippina Voi, che dell’alta Roma                                                      |
|             | 6. Quartetto. Agrippina, Nerone, Narciso, Pallante (2 Ob, Str, BC) Il tuo figlio merta sol scettro |
|             | Recitativo. Agrippina Ma qual di liete trombe                                                      |
| Scena X     | 7. Arietta. Lesbo (BC) Allegrezza, allegrezza! Claudio giunge                                      |
|             | Recitativo. Pallante, Narciso, Agrippina, Nerone, Lesbo Che sento! Crudo ciel!                     |
| Scena XI    | Recitativo. Ottone, Agrippina, Narciso, Pallante, Nerone Alle tue piante, oh Augusta               |
| Scena XII   | Recitativo. Ottone, Agrippina Augusta, amo Poppea                                                  |
|             | 8. Aria. Agrippina (Vc solo, Str, BC) Tu ben degno sei dell’allor                                  |
| Scena XIII  | Recitativo. Ottone L'ultima del gioir meta gradita                                                 |
|             | 9. Aria. Ottone (Str, BC) Lusinghiera mia speranza                                                 |
| Scena XIV   | 10. Aria. Poppea (2 BlFl, Str, BC) Vaghe perle, eletti fiori                                       |
|             | Recitativo. Poppea Otton, Claudio, Nerone                                                          |
| Scena XV    | Recitativo. Lesbo, Poppea Signora, oh mia Signora!                                                 |
| Scena XVI   | Recitativo. Lesbo, Agrippina, Poppea Di lieta nuova apportator                                     |
| Scena XVII  | Recitativo. Poppea Perchè in vece di Claudio                                                       |
|             | 11. Aria. Poppea (Vl, BC) È un foco quel d’amore                                                   |
| Scena XVIII | Recitativo. Poppea, Agrippina Ma qui Agrippina viene                                               |
|             | 12. Aria. Agrippina (Vl, BC) Ho un non so che nel cor                                              |
| Scena XIX   | Recitativo. Poppea Cieli, quai strani casi                                                         |
|             | 13a. Aria. Poppea (Str, BC) Fa quanto vuoi, li scherni tuoi non soffriro                           |
| Scena XX    | Recitativo. Lesbo Non veggo alcun                                                                  |
| Scena XXI   | 14. Aria. Claudio (BC) Pur ritorno a rimirarvi                                                     |
|             | Recitativo. Claudio, Poppea Ma, oh ciel, mesta e confusa                                           |
|             | 15. Arietta. Claudio (Str, BC) Vieni, oh cara                                                      |
|             | Recitativo. Poppea, Claudio Che mai faro!                                                          |
| Scena XXII  | Recitativo. Lesbo, Claudio, Poppea Signor, presto fuggiamo!                                        |
|             | 16. Terzetto. Poppea, Claudio, Lesbo (Str, BC) E quando mai/Quando vorrai                          |
|             | Recitativo. Poppea Pur al fin si riando                                                            |
| Scena XXIII | Recitativo. Poppea, Agrippina Oh mia liberatrice                                                   |
|             | 17. Aria. Agrippina (2 Ob, Str, BC) Non ho cor che per amarti                                      |
| Scena XXIV  | Recitativo. Poppea Se Ottone m’inganno                                                             |
|             | 18. Aria. Poppea (2 Ob, Str, BC) Se giunge un dispetto a’danni del cor                             |

### Zweiter Akt
| Scena I     | Recitativo. Pallante, Narciso Dunque noi siam traditi?                                                |
| Scena II    | 19. Aria. Ottone (Str, BC) Coronato il crin d’alloro                                                  |
|             | Recitativo. Pallante, Narciso, Ottone Roma piu ch’il trionfo                                          |
| Scena III   | 20. Prelude. (Str, BC)                                                                                |
|             | Recitativo. Agrippina, Poppea, Nerone, Ottone, Narciso Ecco il superbo!                               |
|             | 21. Coro. (2 Trp, Pk, 2 Ob, Str, BC) Di timpani e trombe                                              |
| Scena IV    | Recitativo. Claudio Nella Britannia vinta                                                             |
|             | 22. Aria. Claudio (Vl, BC) Cade il mondo soggiogato                                                   |
|             | Recitativo. Agrippina, Claudio, Poppea, Nerone, Narciso, Pallante, Ottone Signor, quanto il mio core  |
|             | 23. Aria. Agrippina (2 Ob, Str, BC) Nulla sperar da me, anima senza fe                                |
|             | Recitativo. Ottone E tu, Poppea, mio bene?                                                            |
|             | 24. Aria. Poppea (2 Ob, Str, BC) Tuo ben è’l trono io non son più tuo ben                             |
|             | Recitativo. Ottone Soccori almen Nerone!                                                              |
|             | 25. Aria. Nerone (Str, BC) Sotto il lauro che hai sul crine                                           |
|             | Recitativo. Ottone, Narciso, Pallante, Lesbo Scherzo son del destin                                   |
| Scena V     | 26. Recitativo accompagnato. Ottone Otton, qual portentoso fulmine e questi?                          |
|             | 27. Aria. Ottone (Ob, Str, BC) Voi che udite il mio lamento                                           |
| Scena VI    | 28. Aria. Poppea (2 Ob, Str, BC) Bella pur nel mio diletto                                            |
|             | Recitativo. Poppea Il tormento d’Ottone                                                               |
| Scena VII   | Recitativo. Poppea Par che amor sia cagion                                                            |
|             | 29. Aria. Ottone (2 BlFl, Str, BC) Vaghe fonti che mormorando                                         |
|             | 30. Recitativo ed Arioso. Ottone, Poppea (BC) Ma qui che veggo, oh cieli? / Voi dormite, oh luci care |
|             | Recitativo. Poppea, Ottone Fantasme della mente                                                       |
|             | 31. Aria. Ottone (Str, BC) Ti vo’ giusta e non pietosa                                                |
| Scena VIII  | Recitativo. Poppea Di quali ordite trame                                                              |
|             | 32. Aria. Poppea (2 Ob, Str, BC) Ingannata una sol volta esser posso                                  |
| Scena IX    | Recitativo. Lesbo, Poppea Pur al fin ti ritrovo                                                       |
| Scena X     | Recitativo. Poppea, Nerone A non pochi perigli                                                        |
| Scena XI    | Recitativo. Poppea, Nerone Oh come amica sorte                                                        |
|             | 33. Aria. Poppea (2 Ob, Str, BC) Col peso del tuo amor                                                |
| Scena XII   | Recitativo. Nerone Qual bramato piacere                                                               |
|             | 34. Aria. Nerone (Str, BC) Quando invita la donna l’amante                                            |
| Scena XIII  | 35. Aria. Agrippina (Ob, Str, BC) Pensieri, voi mi tormentate                                         |
|             | Recitativo. Agrippina Quel ch'oprai e soggetto                                                        |
|             | 36. Aria. Agrippina (Ob, Str, BC) Pensieri, voi mi tormentate                                         |
| Scena XIV   | Recitativo. Pallante, Agrippina Se ben nemica sorte                                                   |
|             | 37. Aria. Pallante (Vl, BC) Col raggio placido della speranze                                         |
| Scena XV    | Recitativo. Agrippina Di giunger non dispero                                                          |
| Scena XVI   | Recitativo. Agrippina, Narciso Or è tempo, oh Narciso                                                 |
|             | 38. Aria. Narciso (2 Ob, Str, BC) Spererò poiché mel dice                                             |
| Scena XVII  | Recitativo. Agrippina Per dar la pace al core                                                         |
| Scena XVIII | Recitativo. Claudio, Agrippina A vagheggiar io vengo                                                  |
| Scena XIX   | Recitativo. Lesbo, Claudio, Agrippina Signor, Poppea                                                  |
|             | 39. Aria. Claudio (Vl, BC) Basta che sol tu chieda                                                    |
| Scena XX    | Recitativo. Agrippina Favorevol la sorte                                                              |
|             | 40. Aria. Agrippina (2 Ob, 2 Vl, BC) Ogni vento ch’al porto lo springa                                |

### Dritter Akt
| Scena I    | Recitativo. Poppea Il caro Otton                                              |
| Scena II   | Recitativo. Ottone, Poppea Ah mia Poppea! ti prego                            |
|            | 41. Aria. Ottone (BC) Tacerò, pur che fedele                                  |
| Scena III  | Recitativo. Poppea Attendo qui Nerone                                         |
| Scena IV   | Recitativo. Nerone, Poppea, Ottone Anelante ti reco                           |
|            | 42. Aria. Nerone (2 Vl, BC) Coll’ardor del tuo bel core                       |
| Scena V    | Recitativo. Poppea Amico ciel                                                 |
| Scena VI   | Recitativo. Lesbo, Poppea, Claudio, Nerone, Ottone Qui non v’e alcun, Signore |
| Scena VII  | Recitativo. Claudio, Nerone, Poppea, Ottone Temerario, insolente!             |
| Scena VIII | Recitativo. Poppea, Claudio Ora, Claudio, che dici?                           |
|            | 43. Aria. Claudio (Str, BC) Io di Roma il Giove sono                          |
| Scena IX   | Recitativo. Poppea Pur al fin se n’ando                                       |
| Scena X    | Recitativo. Poppea, Ottone Ora, Ottone, che dici?                             |
|            | 44. Aria. Ottone (2 Vl, BC) Pur ch’io ti stringa al sen                       |
|            | Recitativo. Poppea Piega pur del mio cor                                      |
|            | 45. Aria. Poppea (2 Ob, Str, BC) Bel piacere è godere fido amor!              |
| Scena XI   | Recitativo. Agrippina, Nerone Cotanto oso Poppea?                             |
|            | 46. Aria. Nerone (2 Ob, 2 Vc solo, Str, BC) Come nube che fugge dal vento     |
| Scena XII  | Recitativo. Pallante, Narciso Evvi donna più empia?                           |
| Scena XIII | Recitativo. Claudio, Pallante, Narciso Agrippina, Nerone                      |
| Scena XIV  | Recitativo. Agrippina, Claudio, Narciso, Pallante Adorato mio sposo           |
|            | 47. Aria. Agrippina (2 Ob, 2 Vl, BC) Se vuoi pace, oh volto amato             |
| Scena XV   | Recitativo. Agrippina, Poppea, Nerone, Ottone, Claudio Ecco la mia rivale     |
|            | 48. Coro. (2 Ob, Str, BC) Lieto il Tebro increspi l’onda                      |
| Scena XVI  | Recitativo. Giunone D'Ottone e di Poppea                                      |
|            | 49. Aria. Giunone (2 Ob, 2 Vl, BC) V’accendano le tede i raggi delle stelle   |

## Orchester
Zwei Blockflöten, zwei Oboen, zwei Trompeten, Pauken, Streicher, Basso continuo (Violoncello, Laute, Cembalo).

## Diskografie (Auswahl)
- Mondo Musica MFOH 10810 (1983): Margarita Zimmermann (Agrippina), Günter von Kannen (Claudio), Carmen Balthrop (Poppea), Bernadette Manca de Nissa (Ottone), Martine Dupuy (Nerone), Giorgio Surjan (Pallante), Derek Lee Ragin (Narciso), Orazio Mori (Lesbo), Cinzia De Mola (Giunone)
 Orchestra Giovanile del Veneto „Pedrollo“ de Vicenza; Dir. Christopher Hogwood (209 min)
- Harmonia Mundi HMU 907063-5 (1991): Sally Bradshaw (Agrippina), Nicholas Isherwood (Claudio), Lisa Saffer (Poppea), Drew Minter (Ottone), Wendy Hill (Nerone), Michael Dean (Pallante), Ralf Popken (Narciso), Béla Szilagyi (Lesbo), Gloria Banditelli (Giunone)
 Capella Savaria; Dir. Nicholas McGegan (206 min)
- Philips 438 009-2 (1992): Della Jones (Agrippina), Alastair Miles (Claudio), Donna Brown (Poppea), Michael Chance (Ottone), Derek Lee Ragin (Nerone), George Mosley (Pallante), Jonathan Peter Kenny (Narciso), Julian Clarkson (Lesbo), Anne Sofie von Otter (Giunone)
 English Baroque Soloists; Dir. John Eliot Gardiner (218 min)
- Dynamic DYN 533431 (2003): Véronique Gens (Agrippina), Nigel Smith (Claudio), Ingrid Perruche (Poppea), Thierry Grégoire (Ottone), Philippe Jaroussky (Nerone), Bernard Deletré (Pallante), Fabrice Di Falco (Narciso), Alain Buet (Lesbo)
 La Grande Écurie et La Chambre du Roy; Dir. Jean-Claude Malgoire (166 min: DVD)
- Harmonia Mundi C952088.90 (2011): Alexandrina Pendatchanska (Agrippina), Marcos Fink (Claudio), Sunhae Im (Poppea), Bejun Mehta (Ottone), Jennifer Rivera (Nerone), Neal Davies (Pallante), Dominique Visse (Narciso), Daniel Schmutzhard (Lesbo)
 Akademie für Alte Musik Berlin; Dir. René Jacobs (203 min) – Diese Aufnahme enthält auch eine DVD (mit Erläuterungen von Vincent Boussard & René Jacobs zum Werk).[7]
- Accent ACC 26404 (2015): Ulrike Schneider (Agrippina), João Fernandes (Claudio), Ida Falk Winland (Poppea), Christopher Ainslie (Ottone), Jake Arditti (Nerone), Ross Rambogin (Pallante), Owen Willetts (Narciso), Ronaldo Steiner (Lesbo)
 Festspielorchester Göttingen; Dir. Laurence Cummings (216 min)
- Erato 9029533658 (2020): Joyce DiDonato (Agrippina), Luca Pisaroni (Claudio), Elsa Benoit (Poppea), Jakub Józef Orliński (Ottone), Franco Fagioli (Nerone), Andrea Mastroni (Pallante), Carlo Vistoli (Narciso), Biagio Pizzuti (Lesbo)
 Il pomo d’oro; Dir. Maxim Emelyanychev (230 min, inkl. Appendix)